# Bronisław Laliczyński

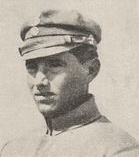
Podczas służby w Legionach

Bronisław Laliczyński (ur. 14 marca 1897 w Konkolnikach, zm. 18 lutego 1966 w Londynie) – oficer piechoty Legionów, Wojska Polskiego i Polskich Sił Zbrojnych, mianowany pułkownikiem przez władze II RP na uchodźstwie, uczestnik walk o niepodległość Polski w I wojnie światowej, wojnie polsko-bolszewickiej i II wojnie światowej, dwukrotny kawaler Orderu Virtuti Militari nr 225

## Życiorys
Urodził się w rodzinie Józefa i Rozalii z Ogonowskich. Ukończył II Gimnazjum w Stanisławowie i zdał egzamin maturalny. Należał do XXIV Polskiej Drużyny Strzeleckiej. 14 sierpnia 1914 wstąpił do Legionów Polskich i służył w 2 pułku piechoty, a następnie w 3 pułku piechoty. Walczył na Węgrzech, w Małopolsce Wschodniej i Bukowinie. 13 maja 1915 został ciężko ranny pod Czernawką. 17 lipca 1915 został przeniesiony do 1 batalionu 4 pułku piechoty. Brał udział w walkach tej formacji, wkrótce został podoficerem. W okresie od 1 marca do 1 maja 1916, jako aspirant oficerski jest słuchaczem Szkoły Chorążych LP. 15 września 1917 na własną prośbę został zwolniony ze służby w Polskim Korpusie Posiłkowym i wcielony do Armii Austro-Węgier.
Wziął udział w odsieczy Lwowa w listopadzie 1918. W wolnej Polsce wybrał karierę zawodowego wojskowego. Miał opinię energicznego oficera. Posługiwał się płynnie językami: niemieckim i rosyjskim. W okresie międzywojennym pełnił następujące funkcje w Wojsku Polskim dowódcy batalionu w 23 pułku piechoty (od czerwca 1919), dowódcy obozu jenieckiego w Biedrusku i komendanta wojskowego w Lublinie. W 1928 pełnił służbę w 9 pułku piechoty w Zamościu, na stanowisku dowódcy III batalionu, detaszowanego w Tomaszowie Lubelskim. Następnie pełnił służbę w Centralnej Szkole Strzelniczej w Toruniu na stanowisku dyrektora nauk. 22 stycznia 1930 zastąpił ppłk. dypl. Mariana Porwita na stanowisku dowódcy Batalionu Szkolnego Korpusu Ochrony Pogranicza, stacjonującego w Twierdzy Osowiec. 28 lutego 1930 Batalion Szkolny KOP przeformowany został w Centralną Szkołę Podoficerów KOP. 4 lipca 1935 zastąpił ppłk. dypl. Henryka Gorgonia na stanowisku zastępcy dowódcy 58 pułku piechoty w Poznaniu. 
Do marca 1939 dowodził 23 pułkiem piechoty we Włodzimierzu. Wiosną 1939 zastąpił ppłk. dypl. Zygmunta Berlinga na stanowisku dowódcy 4 pułku piechoty Legionów w Kielcach.
Był odznaczony trzykrotnie Krzyżem Walecznych oraz Orderem Odrodzenia Polski. Wnioskując o to odznaczenie jego zwierzchnik gen. Jan Kazimierz Kruszewski tak uzasadnił wniosek: „(...) wykazuje niepospolite zalety organizacyjne i kierownicze stawiając szkołę na bardzo wysokim poziomie. Niezwykle dobre rezultaty osiągane przez szkołę są wynikiem jego niestrudzonej pracy i energii (...)”
W wojnie 1939 dowodził 4 pułkiem piechoty Legionów z Kielc. Pułk ten walczył nad Wartą na południowym skraju obrony 10 Dywizji Piechoty Armii „Łódź”. Natarcie pułku w kierunku Zapolic i Strońska w celu likwidacji przyczółka niemieckiej 17 Dywizji Piechoty zaległo w ogniu silnej artylerii. W odwrocie pułk wybawił z okrążenia w lasach łagiewnickich 30 pułk Strzelców Kaniowskich i dotarł do Twierdzy Modlin. Po kapitulacji dostał się do niewoli. Za dowodzenie w walkach wrześniowych został odznaczony Orderem Virtuti Militari klasy IV.
Po wyzwoleniu z obozu jenieckiego służył w Polskich Siłach Zbrojnych. Po demobilizacji w 1946 zamieszkał w Londynie. Został mianowany pułkownikiem. Działał w Kole Czwartaków . Zmarł 18 lutego 1966 w Londynie. Zgodnie z wolą pułkownika jego prochy zostały przywiezione do Polski i spoczęły wśród poległych w 1939 żołnierzy „czwartaków” na wojskowym cmentarzu w Strońsku nad Wartą.

## Awanse
- chorąży piechoty – 1 maja 1916 i 74. lokatą na liście starszeństwa oficerów Legionów Polskich z dnia 12 kwietnia 1917
- podporucznik – ?
- porucznik piechoty – ?
- kapitan piechoty – 3 maja 1922 zweryfikowany ze starszeństwem z dniem 1 czerwca 1919 w korpusie oficerów piechoty
- major piechoty – 3 maja 1926 ze starszeństwem z dniem 1 lipca 1925 i 46. lokatą w korpusie oficerów piechoty
- podpułkownik piechoty – 14 grudnia 1931 ze starszeństwem z dniem 1 stycznia 1932 i 19. lokatą w korpusie oficerów piechoty

## Ordery i odznaczenia
- Krzyż Złoty Orderu Wojennego Virtuti Militari nr 225[9]
- Krzyż Srebrny Orderu Wojskowego Virtuti Militari nr 6261 (17 maja 1922)[10][11]
- Krzyż Niepodległości (20 lipca 1932)[12]
- Krzyż Kawalerski Orderu Odrodzenia Polski (9 listopada 1931)[13]
- Krzyż Walecznych (trzykrotnie)
- Złoty Krzyż Zasługi (10 listopada 1928)[14]
- Medal Pamiątkowy za Wojnę 1918–1921
- Medal Dziesięciolecia Odzyskanej Niepodległości